# Carlos Villanueva Rolland
Carlos Andrés Villanueva Roland (Viña del Mar, 5 de fevereiro de 1986) é um futebolista chileno que atua como meio-campista ofensivo no  Al-Fayha.
Começou sua carreira na Escuela de Fútbol El Romeral em 1993, aonde ficou até 1999. Em 2000 e 2001 jogou nos juniores do Deportes La Serena (Sub-14 e Sub-15). Após isso, ficou emprestado durante um ano e meio nos juniores do Universidad Católica (Sub-15 e Sub-16). Este não se utilizou da opção de compra do jogador (sob contrato), e Villanueva voltou para o Deportes La Serena em 2003, debutando pelos "papayeros" na segunda divisão: fez 5 gols em 15 partidas jogadas, e subiu com sua equipe para a primeira divisão. Em 2004, o Audax Italiano comprou 51% de seu passe.
Graças a suas boas atuações, foi convocado por José Sulantay para integrar a Seleção Chilena Sub-20 que disputou o Campeonato Mundial de Futebol Sub-20 2005 da FIFA na Holanda, mas não disputou nenhuma partida.
No Torneio Apertura 2006 começou a se firmar como titular no Audax Italiano, convertendo muitos gols. Um ano depois, no Torneio Clausura de 2006 da Primeira Divisão, jogou a partida final em que o Audax Italiano perdeu para o Colo-Colo, apesar do jogador ter feito um gol. Não obstante, a segunda posicão no campeonato valeu ao Audax disputar a Taça Libertadores da América de 2007, onde Villanueva foi um dos principais jogadores da equipe.
Também liderou a grande campanha do Audax no Torneio Apertura de 2007, alcançando o terceiro lugar. Todas as suas boas atuações levaram Nelson Acosta a convocá-lo para a Copa América 2007, disputada na Venezuela. Em sua primeira partida pela Chile, fez o gol da vitória contra o Equador. Jogador lembrado por sua inteligência, velocidade, grande capacidade de adaptação, visão ofensiva e grande organizador, firmou-se como titular da seleção chilena devido a ausência de Valdivia.